# Xinghai

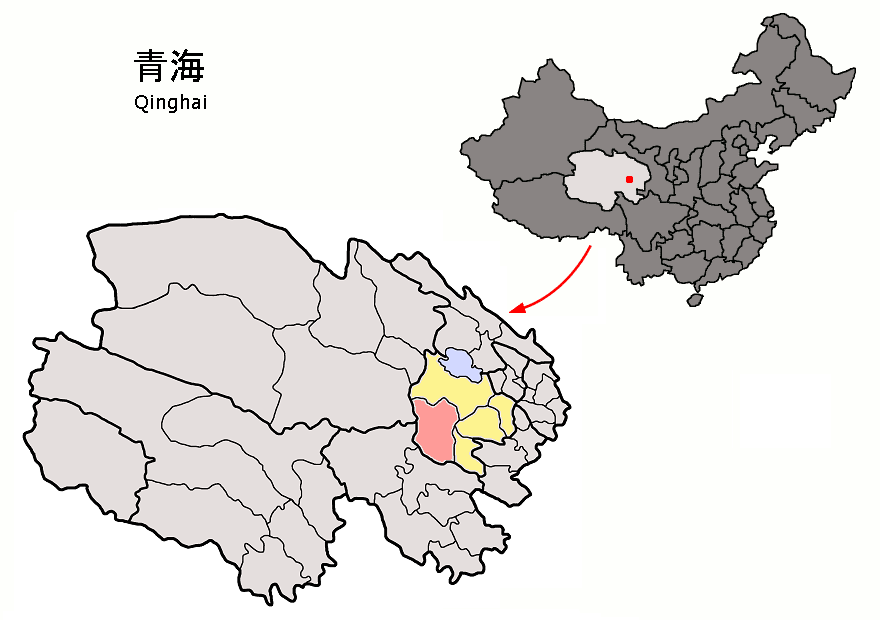
Lage des Kreises Xinghai (rosa) im Autonomen Bezirk Hainan der Tibeter (gelb) in Qinghai

Der Kreis Xinghai (auch Tsigorthang; tibetisch རྩི་གོར་ཐང་རྫོང། Wylie tsi gor thang rdzong; chinesisch 兴海县, Pinyin Xīnghǎi Xiàn) gehört zum Autonomen Bezirk Hainan der Tibeter in der chinesischen Provinz Qinghai. Sein Hauptort ist die Großgemeinde Zigortan (子科滩镇). Die Fläche beträgt 12.185 Quadratkilometer und die Einwohnerzahl 75.833 (Stand: Zensus 2020).

## Administrative Gliederung
Auf Gemeindeebene setzt sich der Kreis aus drei Großgemeinde und fünf Gemeinden zusammen. Diese sind (Pinyin/chin.):
- Großgemeinde Zikenan 子科滩镇
- Großgemeinde Qushi’an 曲什安鎮
- Großgemeinde Heka 河卡镇
- Gemeinde Sangdang 桑当乡
- Gemeinde Tangnaihai 唐乃亥乡
- Gemeinde Longzang 龙藏乡
- Gemeinde Wenquan 温泉乡
- Gemeinde Zhongtie 中铁乡